# Mirahmetjan Muzepper
 Mirahmetjan Muzepper (Kasgar, 14 de enero de 1991) es un futbolista chino que juega en la demarcación de centrocampista para el Shanghái Port de la Superliga de China.

## Selección nacional
Tras jugar en varias categorías inferiores de la selección, finalmente debutó con la selección de fútbol de China el 7 de septiembre de 2018 en un partido amistoso contra Catar que finalizó con un resultado de 1-0 tras el gol de Almoez Ali.

## Clubes
| Club                    | País  | Año       | Partidos | Goles |
| ----------------------- | ----- | --------- | -------- | ----- |
| Henan FC (cedido)       | China | 2010      | 21       | 0     |
| Shandong Taishan FC     | China | 2011-2013 | 22       | 1     |
| Henan FC                | China | 2014-2016 | 45       | 3     |
| Tianjin Jinmen Tiger FC | China | 2017-2019 | 80       | 2     |
| Shanghái Port           | China | 2020-     | 95       | 2     |